# Храм на Артемида (Ефес)
Храмът на Артемида в Ефес (Artemision, на старогръцки: ὁ ναὸς τῆς Ἀρτέμιδος Ἐφεσίης, ὁ ἐν Ἐφέσῳ ναὸς τῆς Ἀρτέμιδος, τὸ Ἀρτεμίσιον Ἐφέσιον; на латински: Templum Dianae Ephesi(n)ae или Artemisium Ephesi(n)um) е древногръцки храм, най-големият през античността и едно от Седемте чудеса на античния свят.
Сградата явно е била впечатляваща. Филон Византийски пише – „Виждал съм Висящите градини на Вавилон, статуята на Зевс Олимпийски, Родоския колос, Пирамидите и храмът на Мавзол, но когато видях Храмът в Ефес да се извисява в облаците, всички други неща избледняха“.

## История
Първият храм на богинята Артемида вероятно е бил построен около 800 г. пр.н.е. на калния терен близо до реката в Ефес. Ефеската Артемида, понякога наричана и Диана, не е била същата богиня, която е почитана в Древна Гърция. Докато гръцката е богиня на лова, тази е богиня на плодородието и често е изобразявана с няколко гърди – символ на плодовитостта.
В този най-ранен храм е имало свещен камък, вероятно метеорит, който според религиозни предания „паднал от Юпитер“. През следващите столетия храмът е разрушаван и построяван наново няколко пъти. През 600 г. пр.н.е. град Ефес става главно търговско пристанище и архитектът Херсифрон от Кносос (Χερσίφρων ὁ Κνώσσιος) е ангажиран да построи голям нов храм през 580 г. пр.н.е. Херсифрон конструира сграда с основа от 111,7 m на 57,3 m, като покривът от кедрово дърво се крепи върху 106 мраморни колони с височина 19 m. Вземайки предвид, че почвата е мочурлива и каруците, носещи колоните, могат да заседнат, Херсифрон наредил да поставят колоните легнали и така да ги изтърколят към храма. След смъртта на Херсифрон работата му е продължена от сина му Метагенес (Μεταγένης ὁ Κνώσσιος). В олтара имало статуя на Артемида, висока два метра, изработена от абанос, черен камък, злато и сребро. Дрехата от кръста надолу е украсена с релефи на животни и пчели, а торсът има множество гърди; украшението върху главата е с голяма височина и богато украсено. Това е образ, който напомня по-скоро богиня на плодородието и силно се отличава от Артемида, сестрата на Аполон от гръцката митология. Украшението на главата може да се интерпретира като крепостна корона, каквато носи и Кибела. Хераклит († 460 г. пр.н.е.) освещава своята книга за Logos на олтара на Артемида.
През 550 г. пр.н.е. лидийският цар Крез покорява Ефес и другите гръцки градове в Мала Азия. По време на военните действия храмът бил разрушен. За да докаже, че е милостив победител, Крез решил да съдейства за строежа и дарил няколко колони за храма. Но и този храм бил като джудже пред следващия. Архитектът се наричал Теодорус. Неговият храм бил 300 стъпки на дължина и 150 стъпки на ширина и площ още около 4 пъти повече от размера на храм, намираща се пред него. Повече от 100 колони поддържали масивния покрив. Новият храм бил гордостта на Ефес до 356 г. пр.н.е., когато бил подпален от Херострат на 21 юли 356 г. пр.н.е. Херострат бил младеж от Ефес, който искал на всяка цена да впише името си в историята. Оттам идва и изразът Херостратова слава, означаващ придобиване на слава на всяка цена. Гражданите на Ефес били толкова ужасени от този вандалски акт, че издали декрет, съгласно който, всеки говорил с него, го чака смърт. Тъй като на същия ден е роден Александър Велики, Плутарх отбелязва, че Артемида е била прекалено заета с раждането на Александър Велики, за да спаси своя горящ храм.

## Храмът
Скоро след това строежът на новия храм (храм „E“), бил възложен. Архитект бил Скопас Пароски (395 – 350 г. пр.н.е.), един от най-известните скулптори на времето си. Храмът „E“ имал 117 колони с височина от ок. 18 m и имал каменен покрив. И този строеж продължил относително дълго – около 100 години.
Ефес бил от най-големите градове в Мала Азия по това време и никакви разходи не били спестени за построяването на новия храм. Според Плиний Стари, храмът бил „чудесен паметник на гръцкото великолепие, който заслужава нашето искрено възхищение“.
И този храм бил построен на същото блатисто място, както и предходните. Сградата е една от първите, направени изцяло от мрамор. Храмът е издигнат от бял пароски мрамор. Изправял се е сред огромно храмово пространство върху издигната платформа. Плиний отбелязва, че дължината на храма е 425 стъпки, а ширината – 225 (около 148 на 79 метра). Имал е 127 колони в йонийски стил, високи по 20 метра. За сравнение може да се каже, че Партенонът е бил само 230 на 100 стъпки и е имал 58 колони.
Според Плиний Стари построяването е отнело 120 години, въпреки че експертите считат, че може би необходимото време е било 2 пъти по-малко. Знаем само, че когато Александър Велики е дошъл в Ефес през 333 г. пр.н.е. храмът все още се е строял. Той предложил да финансира построяването, ако името му бъде увековечено като строител на храма. Гражданите не били съгласни, но не искали и да му откажат направо и накрая му дали тактичен отговор – „Не е удобно един бог да строи храм за друг бог“, така Александър не настоял повече.
През 55 г. апостол Павел казва, че храмът имал голямо посещение.
По времето на римския император Галиен великолепната сграда е разрушена през 268 г. от готите, остатъците били използвани от жителите за строителен материал. Когато Константин I Велики възстановил града по-късно, отказал да възстанови храма, защото като християнин не се вълнувал от езически храмове. Ефесците се отказват от култа към Артемида едва през 4 век.

## Разкопки
През 1863 г. Британският музей (1863 – 1869) изпраща Джон Търтъл Ууд в Ефес да намери храма. Междувременно ландшафтът е силно променен поради запълването на терена с наноси. Районът е пълен с бандити. Било трудно да се намерят работници, а и бюджетът му бил малък. Той нямал ни най-малка представа къде би могъл да се намира точно храмът и го търсил 6 години. Всяка година Британският музей го заплашвал, че ще му спре финансирането ако не намери нещо, заслужаващо внимание, и всяка година той ги убеждавал да го оставят още един сезон. Накрая през 1869 г. на дъното на кална яма, Ууд намира основите на великия храм. Започват разкопки, при които са изкопани 132 хиляди кубични ярда пръст. Останките на няколко скулптурни фрагмента са пренесени в Британския музей, където са изложени.
В наши дни мястото на храма е само поле. Самотна колона стои да напомня на посетителите, че се намират на мястото на едно от най-големите чудеса на древния свят.